# Pizzo Forno
Il Pizzo Forno è una montagna delle Alpi alta 2.907 m s.l.m. È situata tra la Valle Piumogna, la Valle di Chironico e la Val Leventina nel Canton Ticino.

## Descrizione
È una piramide bicefala sulla dorsale che si stacca dal Pizzo di Campo Tencia verso est. Si erge sopra i comuni di Faido, Giornico e più a sud di Bodio e di Pollegio. Imponente è la parete nord nord-est che sale per quasi 1500 metri dalla valle Piumogna.
Composta da roccia non molto stabile di tipo metamorfico. Famosa anche per i bei cristalli di distene e di staurolite e per avere dato con il proprio nome origine al cognome Forni che si è poi diffuso in tutta la Valle Leventina, da Bedretto fino a Pollegio ed in tutto il Distretto di Locarno.